# 波瓦涅茨
波瓦涅茨（波蘭語：Połaniec）是位於波蘭的城市，2010年，有人口8,227人。

## 外部連結
- Polish official population figures 2006 （页面存档备份，存于）